# Costaria costata
Espèce
Costaria costata est une espèce d'algues brunes de la famille des Costariaceae selon AlgaeBase (31 oct. 2012) et NCBI (31 oct. 2012), ou bien de la famille des Laminariaceae selon Catalogue of Life (31 oct. 2012) et ITIS (31 oct. 2012).

## Liste des formes
Selon World Register of Marine Species (31 oct. 2012) :
- forme Costaria costata f. cuneata Miyabe & Nagai